# Polykromi
Polykromi (af oldgræsk: poly = mange og kromos = farve, dvs. mangefarvethed) betyder anvendelse af farver eller farvede stoffer på bygnings- og billedhuggerværker.
Udøverne af den såkaldte primitive kunst yndede farve, gerne i størst muligt omfang. Det gamle Ægypten har anvendt farver på søjlernes skafter og kapitæler, på lofter, på væggenes relieffer. Babylon og Assyrien anvendte farvet glasur på brændt ler, dog, så vidt man kan skønne, i meget mindre omfang ægyptiske og babylonske billedhuggerværker i hård og kostbar sten — granit, steatit osv. — anvendte farven i meget begrænset omfang og næppe engang altid; derimod var maling regel på blødere stenarter (kalksten) og træ, på dette sidste med et underlag. Ligeså på relieffer, men altid i hele og ubrudte farveflader; de meget lave og flade relieffer er egentlig kun malerier, hvis flade er hugget ned i ganske ringe dybde uden om figurerne. Hvorvidt assyrerne har anvendt farve på deres alabastrelieffer, lader sig ikke sige med sikkerhed, dog er det ikke usandsynligt.
Antikkens græske kunst har i sin tidligste kretisk-mykeniske tid anvendt farve i stor udstrækning både på bygninger og figurer, ikke mindst på brændt ler, hvor den ofte forbindes med glasur. Også i den første arkaiske tid efter den mykeniske periode er farve en selvfølge. Poros-(kalksten-) grupperne fra de ældste templer på Akropolis har farve, anvendt nok så meget efter dekorative (blåt hår og skæg) som efter naturalistiske hensyn. Men efterhånden som marmoret bliver almindeligt som materiale, trænger dets egen stoflige skønhed farvepålægningen tilbage. Billedhuggerne anvender nu som regel kun farve (og forgyldning) på visse enkelte dele, som skal tydeliggøres for synet på afstand, navnlig øjne (hvor det holder sig længst), hår og skæg, våben og klæder. Allerede i slutningen af 6. århundrede (kvindestatuerne fra Akropolis) er farven indskrænket til øjne, hår og ornamentbånd (broderier) på dragten. En anden sag er det, at marmoret gerne fik en behandling med en voksopløsning, der gav det en fin gylden tone og måske gjorde det mere holdbart over for vejrliget. På græske marmortempler efter begyndelse af 5. århundrede før Kristus har farveanvendelsen temmelig sikkert indskrænket sig til selve ornamenterne, til triglyffernes striber, til baggrunden af metoper og gavlfelter. Om der altid har været farve på relieffigurernes klæder, er uvist. Den indre væg i Parthenon har været rød. Hvor man brugte dekorative bygningsdele af brændt ler, har disse altid været malede. På Fidias' tid yndede man statuer af forgyldt træ med de nøgne dele af marmor (akrolither) eller af guldbeslået træ med de nøgne dele af elfenben (chryselefantine).
Fra romersk tid har man enkelte statuer med hår og klæder af forskelligt farvet marmor. ellers synes i den senere oldtid farven som regel ikke at have været anvendt på billedhuggerværker, så vidt man kan vide det, thi klassicismens tid fra midten af 18. århundrede til langt op i 19. anså farve på skulpturer som noget afskyeligt, det rene hvide marmor for den højeste stoflige skønhed (bl.a. i Johann Joachim Winckelmanns indflydelsesrige skrifter) og udslettede derfor ihærdigt hvert spor af farve på ældre skulptur, både antik og middelalderlig.
I Middelalderen var nemlig polykromien kommet frem igen i stort omfang, nu knap så meget i bygningskunsten, væsentlig kun i det indre, men i høj grad på billedhuggerværker. Også nu gør dog hensynet til materialet sig gældende. Marmor, som nord for Alperne sjældnere haves til rådighed, bemales som regel kun lidt (øjne, hår osv.). På elfenben anvendes farve og forgyldning ligeledes sparsomt. Derimod bemaler og forgylder man fuldstændigt (som regel dog ikke uden på bygninger) kalksten, sandsten og træ, som i de nordlige lande var hovedmaterialet, og hensynet til at bevare dem mod vejrliget har sikkert herved spillet nogen rolle. Det er oliefarver, der anvendes ved træfigurer, som regel oven på en grund af fin stuk. Selv højt ansete kunstnere (f.eks. Jan van Eyck) påtager sig sådant arbejde. På træ anvendes farve og guld i stort omfang endnu i renæssance tiden (Claus Bergs altertavle i Odense), ja helt op i barokken, men forsvinder, efterhånden som de winckelmannske lærdomme får herredømme. Klassicistisk skulptur (Bertel Thorvaldsen) afskyede farven. Italiensk billedhuggerkunst har i langt ringere grad end kunsten nord for Alperne anvendt farve, næsten aldrig på marmor, men i nogen grad på træ (Donatellos buste af Niccolo d'Uzzano) og på brændt ler (familien della Robbia). Berømt er også de farvede brændtlers-grupper af Guido Mazzoni og hans samtidige i 16. århundrede. I Spanien var ikke blot malet og forgyldt træskulptur yderst almindelig, også i renæssancens og barokkens tider (Alonzo Cano, Juan Martínez Montañés), men også anvendelsen af virkelige klæder og smykker.
Noget ind i 19. århundrede kom arkæologien efterhånden til erkendelse af, at oldtidens kunst ingenlunde havde stillet sig fjendtlig til farven, og til en begyndelse overdrev man stærkt betydningen heraf og antog, at alt i oldtiden havde været overmalet uden hensyn til det kostelige marmors eget stof, og der rejste sig en hel bevægelse for at genoptage dette. Berlinerarkitekten Karl Friedrich Schinkel var stærkt optaget deraf, og det var under påvirkning af ham, at Michael Gottlieb Bindesbøll anvendte farve på Thorvaldsens Museum. Efterhånden stilnede dog denne bevægelse af.
Farvet skulptur fortsætte med at være en undtagelse, særligt i den franske salonkunst, indtil Pablo Picasso og andre opdagede afrikansk kunst som en inspirationskilde til avantgardekunsten. Siden blev polykromi et væsentligt og genkommende tema, fx for COBRA-gruppen i 1950'erne.